# Glacera del Mont Perdut
La glacera del Mont Perdut és la quarta glacera més extensa dels Pirineus després de la d'Aneto, Maladeta i Ossoue. La glacera se situa al Parc Nacional d'Ordesa i Mont Perdut, al Pirineu aragonès. És una petita glacera de muntanya suspesa sobre un gran pendent entre 2.700 i 3.250 metres d'altitud a la cara nord del Mont Perdut.
Com les altres glaceres pirinenques, la glacera del Mont Perdut es troba en retrocés des de fa dos segles. Gràcies als dibuixos i gravats dels primers pirineistes se sap que, a mitjan segle xix, la fi de la glacera arribava al llac de Marboré. Al llarg del segle xx la part baixa ha anat ascendint en alçada. En els anys 1930 ja s'apreciava la disminució del la cascada de gel que unia la part superior i la inferior de la glacera. El 1973 la cascada de gel va acabar fonent-se i des de llavors estan separades ambdues masses.